# Франкенщайн (филм, 1931)
Вижте пояснителната страница за други значения на Франкенщайн.
"Франкенщайн" е американски филм на ужасите от 1931 г. на Universal Pictures, режисиран от Джеймс Уейл и адаптиран в пиесата на Пеги Уеблинг, по романа на Мери Шели Франкенщайн. Разказва се за американски учен и неговия асистент, които изравят трупове, в опит да създадат човек, като използват електричество. Без да искат, дават на съществото мозък с нереални измерения, мозък на убиец. Във филма ролята на чудовището е изиграна от Борис Карлоф.
Другите звезди на филма са Колин Клайв, Мей Кларк, Джон Боулс, Дуайт Фрай и Едуард ван Слоун. Пиесата на Уеблинг е адаптирана от Джон Л. по сценарий на Франсис Едуард и Гарет Форст. Поради положителните реакции на критиците и на зрителите, филмът е последван от множество продължения и се превръща в един от най-емблематичните филми на ужасите. В тази връзка през 1991 г., Библиотеката на Конгреса (Library of Congress) го включва в списъка на защитени филми на Националния филмов регистър на САЩ  и го определя като „културно-историческо наследство“.

## Сюжет
В едно европейско селце млад учен на име Хенри Франкенщайн и неговият асистент Фриц (Гърбавият) сглобяват парче по парче тяло, като се опитват да създадат човешко същество чрез електричество. Междувременно, годеницата на Хенри – Елизабет, е притеснена за поведението му и не разбира защо е затворен в лабораторията си и отказва да вижда когото и да е. Тя отива заедно със свой приятел, Виктор Мориц, да го посети. Двамата пристигат в лабораторията на Доктор Уолдман (в която работи Хенри), точно когато той прави последните тестове върху експеримента си. Елизабет и Мориц наблюдават как Хенри и Фриц поставят тялото върху операционната маса, насочено към процепа на тавана на лабораторията. Тогава страшен гръм удря машините на Хенри и внезапно ръката на чудовището Франкенщайн започва да се движи. Виктор започва да крещи: „Той е жив!“. Поради некомпетентността на Фриц обаче, мозъкът на чудовището е мозък на убиец, а не мозък на нормално човешко същество. Въпреки грозноватия си и отблъскващ вид, първоначално съществото прилича на благоразумно и невинно. Хенри го приветства в лабораторията и го моли да седне, което то прави. В този момент обаче Фриц влиза с фенерче, което насочва към чудовището и го стряска. Опитва се да ги нападне и е затворено в тъмницата, където Фриц продължава да го измъчва, докато Уолдман и Хенри стигат до заключението, че то няма да се впише в обществото и ще всее паника и страх. Докато те решават съдбата му, се чува писък от тъмницата. Оказва се, че чудовището е удушило Фриц. Опитва се да нападне и тях, но те успяват да избягат и да го затворят вътре. Осъзнавайки, че съществото трябва да бъде унищожено, Хенри приготвя инжекция със силен наркотик, който да го упои. Приканвайки го, те успяват да го инжектират в гърба и Франкенщайн пада на земята в безсъзнание.
Докато Хенри се приготвя за сватбата си, Доктор Уолдман изследва уж мъртвото чудовище, но Франкенщайн се събужда и го удушава. Чудовището бяга от кулата. Първата му среща е с дъщерята на един земеделец – Мария, която иска да си играе с него. Моли го заедно да хвърлят цветя в езерото и да ги гледат как плават. Франкенщайн се радва на играта, но когато цветята свършват, той внезапно хвърля и Мария в езерото, мислейки че и тя ще плува както тях. Мария потъва и разстроен от неочакваната случка, Франкенщайн бяга.
Когато подготовката за сватбата приключва, Хенри е щастлив с Елизабет и чака завръщането на Уолдман, за да може да се ожени за нея. Пристига Виктор, с ужасяващата новина, че докторът е намерен мъртъв в лабораторията си. Хенри веднага подозира чудовището. В този момент се чува силен писък, и той разбира, че Франкенщайн е в дома му. Намират Елизабет в безсъзнание на леглото си, но Франкенщайн отново успява да избяга.
Пристига бащата на Мария, носейки тялото и на ръце, и обяснява как е била убита от чудовище. В това време, тълпа от разгневени селяни се решават да открият чудовището и да раздадат справедливост. За да могат да търсят навсякъде, те се разделят на три групи. Една в планината, водена от Франкенщайн, една в гората, водена от Лудвиг и една при езерото, водена от кмета. По време на търсенето, Франкенщайн се отделя от групата и успява да открие чудовището, което го атакува. Франкенщайн го води в стара мелница. Чувайки викове, жителите хукват към мелницата. Там те октирват Франкенщайн, който носи Хенри към върха. Хвърля го на земята, но ученият се удря в перките на мелницата и чупи врата си, но остава жив. Една част от тълпата помага на Хенри и го отвежда у дома, докато останалите убиват чудовището, подпалвайки мелницата.
Филмът завършва в замъка Франкенщайн, където Барон Франкенщайн (бащата на Хенри) празнува и вдига тост за възстановения си син и бъдещото си внуче.

## В ролите
- Колин Клайв като Хенри Франкенщайн
- Мей Кларк като Елизабет Лавенца
- Джон Боулс като Виктор Мориц
- Борис Карлоф като Чудовището Франкенщайн
- Едуард ван Слоун като Доктор Уолдман
- Фредрик Кър като Барон Франкенщайн
- Дуайт Фрай като Фриц (Гърбавият)
- Мерилин Харис като Малката Мария
- Майкъл Марк като Лудвиг, бащата на Мария

## Предистория
На 12 февруари 1931 г., 48 часа преди премиерата на „Дракула“ с участието на Бела Лугоши са продадени над 50 000 билета, с което филмът бележи рекордните за Universal Pictures $700 000 печалба. В резултат, продуцентът на компанията прави незабавни планове за създаването на повече филми на ужасите.

## История на цензурата
Сцената, в която чудовището хвърля малката Мария в езерото и тя се дави, е доста оспорвана. При първоначалната поява на филма, през 1931 година, втората част на сцената е отрязана от държавната цензура в Масачузетс, Пенсилвания и Ню Йорк. Противопоставяне и обвинение в богохулство има и към репликите на Франкенщайн, когато научава, че чудовището е живо, тъй като в оригинал репликите са били:"Той е жив.! В името на Господ! Сега вече знам какво е усещането да бъдеш Бог". Канзас проявява претенция за орязването на 32 сцени, което обаче би довело до премахването на половината филм. Хвърлянето на Мария в езерото, се появява отново на екран през 1980 г., в Британската национална филмография. Съвременните версии също я включват.

## Критика
Филмът се появява на екран на 4 декември 1931 г., в театър Мейфеър, Ню Йорк, и бележи печалби от $53 000 на седмица. По-голяма част от критиката дава положителни коментари.
„Филм Дейли“ нарича филма „страшна и вълнуваща драма“, като дава оценка и за картината: "създадена интелигентно и щедро, с внимание към фотографията, което е превъзходно". 
Списание "Разнообразие" докладва: „Изглежда като Дракула, плюс нови, по-ефективни сцени на ужаса“ и описва ролята на Карлоф като: „невероятна и хипнотична“. Списанието също хвали фотографията, наричайки я "прекрасна", а осветлението „последен писък на изобретателността, което носи търсения ефект на призрачна атмосфера“.
Франкенщайн продължава да получава признание от критиката и е считан за един от най-добрите филми на 1931 г., а по-късно и на всички времена.  Включен е за съхранение в Националния филмов регистър на САЩ, през 2004 г. Списание Ню Йорк Таймс го включва в своята класация 100-те Най-добри филми на всички времена. Франкенщайн е признат и от Американския Филмов Институт. Репликите: „Той е жив“. получават 49-о място за най-добър цитат на американското кино. Филмът е няколко пъти в бюлетините на АФИ за Топ 10 научнофантастични филми, както и в Топ 100 герои и злодеи.

## Приходи
Филмът става голям хит. През юни 1932 г., се докладва за печалба от 1.4 милиона долара, за наем на филма. До 1953 всички филми за Франкенщайн отчитат рекордната печалба от $13 000 000. 

## Продължения
Франкенщайне последван от редица продължения като се започне с Булката на Франкенщайн (1935), в който Елза Ланчестър играе булката на чудовището.
Следващото продължение е от 1939 г., Синът на Франкенщайн, отново Каролоф в ролята на Франкенщайн.
Духът на Франкенщайн се появява през 1942 г., с участието на Лон Чейни, и Бела Лугоши.
Петото продължение Франкенщайн отговаря на Човека вълк излиза през 1943 г., под режисурата на Рой Нийл, с участието на Бела Лугоши като Чудовището. През 1944 г., излиза и Къщата на Франкенщайн, който включва и Дракула и Гърбушкото, което започва традицията за комбинирането на трите най-страшни чудовища на Universal.

## Други адаптации
- Карлоф се завръща в ролята на Франкенщайн за последен път през 1962 г. в епизод на телевизионното шоу Route 66.

- Популярно през 60-те шоу The Munsters, изобразява бащата на семейство Хърман като чудовището Франкенщайн, който се жени за дъщерята на Дракула. Гримът на Хърман е правен по грима на Борис Карлоф.

- Мел Брукс прави комедия „Младият Франкенщайн“, която пародира елементи от първите три филма за Франкенщайн. Същият превръща филма и в мюзикъл със същото име.

- Друга пародия на филма е Frankenweenie, който описва Виктор Франкенщайн като модерно амерканско момче заедно с неговия починал домашен любимец – куче, чудовище, по сценарий на Тим Бъртън, от 1984. Бъртън го превръща и в анимация през 2012 г.